# Зрече-Малі
Зрече-Малі (пол. Zrecze Małe) — село в Польщі, у гміні Хмельник Келецького повіту Свентокшиського воєводства.
Населення — 289 осіб (2011).
У 1975-1998 роках село належало до Келецького воєводства.

## Демографія
Демографічна структура на день 31 березня 2011 року:
|          | Загалом | Допрацездатний вік | Працездатний вік | Постпрацездатний вік |
| -------- | ------- | ------------------ | ---------------- | -------------------- |
| Чоловіки | 139     | 30                 | 95               | 14                   |
| Жінки    | 150     | 37                 | 76               | 37                   |
| Разом    | 289     | 67                 | 171              | 51                   |